# Limonia atnitta
Limonia atnitta là một loài ruồi trong họ Limoniidae. Chúng phân bố ở miền Australasia.